# Thukpa
Thukpa (en tibetano, ཐུག་པ་ Wy thug pa) es el nombre genérico en lengua tibetana para aquellas sopas o estofados con fideos. Pueden incluir también pollo y caldo de pollo, huevo, verduras, o churpe (un queso tibetano). También hay versiones vegetarianas adaptadas a la dieta vegetariana hinduista. Los thukpa tienen su origen en el este de Tíbet, y fueron llevados al noreste de la India y Nepal por los inmigrantes tibetanos que huían de la dictadura comunista tras la ocupación china del Tíbet.
En la actualidad, los thukpas son populares en Tíbet, Bután, Nepal, y también en los estados indios de Sikkim, Ladak y otros.  

## Variantes
Hay diferentes variedades de thukpa:
- Thenthuk (en tibetano, འཐེན་ཐུག་ Wy 'then thug);
- Gyathuk (en tibetano, རྒྱ་ཐུག་ Wy rgya thug);
- Pathug (en tibetano, བག་ཐུག་ Wy bag thug);
- Drethug (en tibetano, འབྲས་ཐུག་ Wy 'bras thug).